# Niewiadowo
Niewiadowo (do 1945 Harmsdorf) – niewielka wieś sołecka w Polsce położona w województwie zachodniopomorskim, w powiecie goleniowskim, w gminie Goleniów. Miejscowość leży przy drodze z Żółwiej Błoci do Łożnicy, ok. 12 km na północny wschód od Goleniowa, na Równinie Goleniowskiej, w sercu Puszczy Goleniowskiej, nad rzeką Gowienicą, wzdłuż jej doliny.
W latach 1975–1998 miejscowość położona była w województwie szczecińskim.

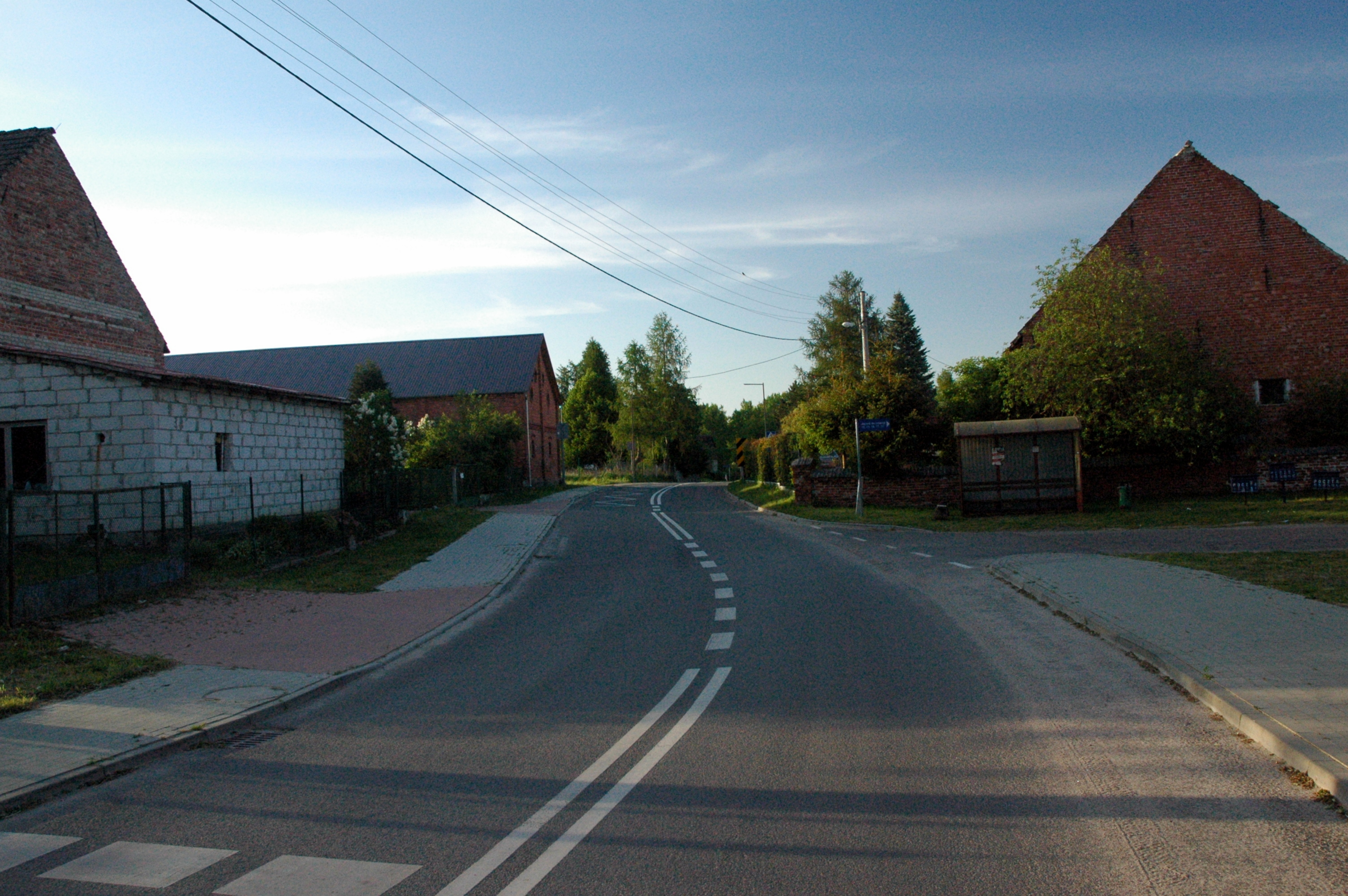
droga przez wieś (2024)

## Historia
Po raz pierwszy Niewiadowo jest wymieniane w dokumentach w roku 1580 jako lenno Bodzęcina. W XVII wieku znajdowało się tutaj kilkanaście gospodarstw oraz kościół i karczma. Od 1870 wieś chłopska z gospodarstwem leśnym należącym do Bodzęcina. W tym czasie liczyła sobie ok. 130 osób. Znajdowały się tutaj również budynek przemysłowy i szkoła. Pod koniec wieku założono tutaj folwark leśny należący do rodziny von Flemming, zarządzany przez niejakiego Weege. Wieś została założona na planie placu, później rozbudowała się do wielodrożnicy.

## Opis
W centrum wsi znajduje się kościół w 1836 roku, zbudowany w stylu neogotyckim. Dawniej znajdował się tutaj kościół kamienny, wybudowany w roku 1596, z dostawioną w XVIII wieku wieżą. Wokół kościoła znajdował się cmentarz, który przeniesiono za wieś po wybudowaniu nowej świątyni. Obecny kościół, przebudowany w XX wieku, posiada zakrystię, prezbiterium i nową wieżę neogotycką z czynnym mechanizmem zegarowym. We wnętrzu zachowała się neogotycka ambona i mensa ołtarzowa. W oknach trzy witraże z końca XIX w. Kościół został poświęcony 8 maja 1952 r., ma wartość zabytkową. Jest to filia parafii św. Katarzyny w Goleniowie, pw. Wniebowzięcia NMP. Obecna zabudowa wsi pochodzi głównie z XIX i początków XX wieku. Są to domy murowane i ryglowe, typowa architektura wiejska. W Niewiadowie, oprócz kościoła i cmentarza, znajduje się leśniczówka i przystanek PKS. Okoliczne lasy to tereny atrakcyjne turystycznie dla turystów pieszych, cyklistów, myśliwych, zbieraczy jagód i grzybów, czy amatorów kąpieli, gdyż ok. 1 km na zachód od wsi znajduje się leśne jezioro Czerńsko. Wieś rolnicza.
Okoliczne miejscowości: Grabina, Białuń, Sobieszewo, Bodzęcin, Biebrówek